# Les Âges de la vie
Les Âges de la vie (en allemand : Die Lebensstufen) est un tableau du peintre romantique allemand Caspar David Friedrich réalisé en 1834. Il est actuellement conservé au Musée des Beaux-Arts de Leipzig. Réalisé à 61 ans, soit six ans avant sa mort, c'est donc une œuvre de la maturité, artistique et personnelle, que C.D. Friedrich expose au public cette année-là. Cependant, il s'inspire pour ce paysage de plusieurs esquisses réalisées au cours de voyages qu'il avait effectués dans sa jeunesse.
Par son style mélancolique et l'imposante symbolique spirituelle qu'il conférait à ses toiles, Friedrich réalise des paysages qui comptent aujourd'hui parmi les plus magistraux de l'histoire de l'art. Mais s'il s'inspire le plus souvent de lieux liés à son histoire personnelle, les Âges de la vie semble être une exception puisque le tableau représente un endroit imaginaire. Il est toutefois possible qu'il se soit inspiré avec une certaine liberté du port de Greifswald, lieu où il est né.

## Description et interprétation

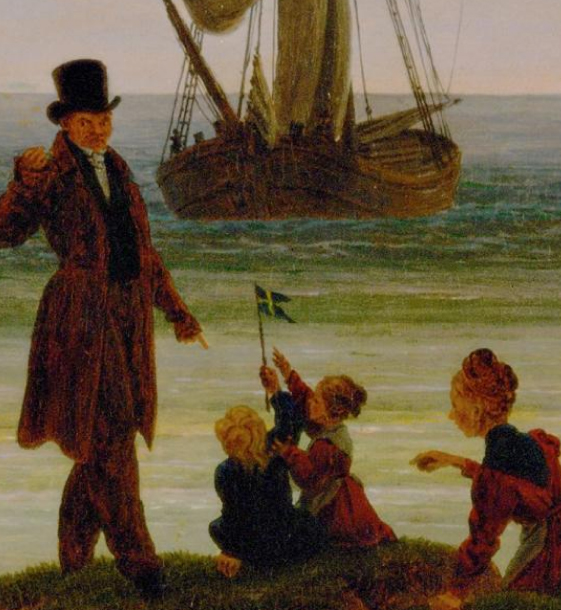
Détail du tableau, les enfants avec le drapeau suédois.

Le tableau est découpé en deux plans. Au premier, cinq personnes se tiennent sur une plage. Plus loin, au large, cinq bateaux naviguent à des distances plus ou moins importantes.
Sur la plage, le personnage le plus près du spectateur est un vieil homme se tenant de dos, face à la mer. Devant lui se tient un jeune homme portant un chapeau haut-de-forme. Plus loin encore, une jeune fille allongée à terre joue avec deux enfants. Les deux enfants jouent avec un drapeau suédois à côté d'elle.
Les personnages ont été interprétés par l'historien d'art Börsch-Supan comme suit : l'homme âgé est C.D. Friedrich lui-même, le petit garçon est son jeune fils Gustav Adolf, la petite fille est sa fille Agnes Adelheid, la jeune femme est sa fille Emma, et l'homme au chapeau haut-de-forme est son neveu Johann Heinrich.
Les cinq personnages correspondent aux cinq navires dans le port à l'arrière-plan ; les trois positions de personnages (un vieil homme, deux adultes, deux enfants) font écho à la position des navires à distance du rivage, et sont une allégorie des étapes de la vie, dont la proximité de la mort. Le navire au centre représenterait la mère, alors que deux petits bateaux - renvoyant aux enfants - débutent à peine leur voyage ; à l'horizon, le navire le plus éloigné serait le symbole de l'homme âgé quittant la vie pour l'inconnu.
Une autre interprétation suggère que les deux navires dans le lointain sont le père et la mère partant vivre leur vie et gagner en expérience et en sagesse en tant que parents, et que le grand navire le plus proche renvoie au vieil homme qui part en voyage au terme d'une vie entière.
La profonde foi du peintre est suggérée dans ce tableau à travers le mât du bateau central qui dessine une imposante croix au milieu de la composition. Les couleurs sont lumineuses et il se dégage du tableau une impression de grande tranquillité. Mais cette tranquillité n'évoque pas une accession certaine au paradis. Elle rappelle seulement combien la vie est précieuse et combien le temps s'écoule rapidement.[réf. nécessaire]

## Titre
Le titre allemand Die Lebensstufen semble être apparu tardivement, C.D. Friedrich ne donnant pas de titre évocateur à ses créations ; le titre est probablement apparu à la fin du XIXe siècle, la première exposition aurait porté le titre : Paysage.

### Autres œuvres d'art sur les âges de la vie
Les représentations des âges de la vie sont très nombreuses, notamment en peinture, sculpture et poésie. Christian Heslon en répertorie quatre formes :
- les "Allégories des trois ou quatre âges de la vie" dont relève le présent tableau de Caspar David Friedrich. Par exemple : Les trois âges de la femme de Gustav Klimt (1905) ou L'allégorie du temps gouverné par la prudence du Titien (1565-1570) ;
- les "Vanités", qui représentent la beauté et la jeunesse dont le destin est la vieillesse et la mort, par le truchement d'un miroir ou d'un détail macabre déposé aux côtés d'une représentation de la beauté souvent féminine ;
- les "Degrés des âges", qui symbolisent le cours de la vie, en opposant une première période grandissement ou l'enfant, puis l'adolescent, gravissent les marches d'un escalier jusqu'à l'apogée du milieu de vie, avant de redescendre ces marches vers un inéluctable déclin ;
- les "Danses macabres" où jeunesse et Éros dansent ou échangent un baiser mortel avec différentes représentations de la mort (cadavre) ou de l'enfer (diables).
Pour en savoir plus :
- Axel Kahn et Yvan Brohard, Les âges de la vie. Mythes, arts, sciences, Paris, La Martinière, 2012
- Christian Heslon, Petite psychologie de l'anniversaire, Paris, Dunod, 2007